# چارلز چرچیل (نظامی)
چارلز چرچیل (انگلیسی: Charles Churchill; ۲ فوریهٔ ۱۶۵۶ – ۲۹ دسامبر ۱۷۱۴) فرد نظامی اهل پادشاهی بریتانیای کبیر بود.